# 2018년 7월 죽음
다음은 2018년 7월에 사망한 저명한 인물 목록이다.
- 7월 5일 - 프랑스의 추기경 장루이 토랑
- 7월 6일 - 일본의 종교인 아사하라 쇼코
- 7월 10일 - 미국의 작가 헨리 모건소 3세
- 7월 14일 - 대한민국의 정치인 서용교
- 7월 15일 - 대한민국의 성우 이혜경
- 7월 18일 - 미국의 물리학자 버턴 릭터
- 7월 19일 - 카자흐스탄의 피겨선수 데니스 텐
- 7월 20일 - 일본의 정치인 마타요시 미쓰오
- 7월 23일
  - 대한민국의 정치인 노회찬
  - 대한민국의 소설가 최인훈
- 7월 24일
  - 대한민국의 정치인 유성환
  - 미국의 야구인 토니 클로닌저
- 7월 25일 - 대한민국의 아나운서 정미홍
- 7월 27일
  - 러시아의 작가 블라디미르 보이노비치
  - 대한민국의 가수 대한민국의 보이그룹 스펙트럼의 멤버 동윤
- 7월 28일 - 대한민국의 언론인 현소환
- 7월 29일 - 미국의 프로레슬링선수 브라이언 크리스토퍼